# Dee Dee Davis
Dee Dee Davis (Culver City, 17 aprile 1996) è un'attrice e doppiatrice statunitense.

## Filmografia parziale
- The Bernie Mac Show (2001)